# Cryptinglisia zizyphi
Cryptinglisia zizyphi (лат.) — вид полужесткокрылых насекомых-кокцид рода Cryptinglisia из семейства ложнощитовки (Coccidae).

## Распространение
Африка: Зимбабве, ЮАР.

## Описание
Питаются соками таких растений, как Asteraceae: Vernonia umbricata; Ebenaceae: Royena glabra; Lamiaceae: Rosmarinus; Rhamnaceae: Ziziphus.
Вид был впервые описан в 1920 году энтомологом К. Брайном (Brain, C.K.) под первоначальным название Inglisia zizyphi. Видовой эпитет дан по имени растения (Ziziphus), на котором был обнаружен.
Таксон Cryptinglisia zizyphi включён в состав рода Cryptinglisia Cockerell, 1900 (триба Cardiococcini) вместе с видами Cryptinglisia elytropappi, Cryptinglisia lounsburyi, Cryptinglisia patagonica.